# Pont de Lauttasaari
Le pont de Lauttasaari (en finnois : Lauttasaaren silta) est un pont de situé dans les quartiers de Lauttasaari et Ruoholahti à Helsinki en Finlande.

## Description
Le pont de Lauttasaari enjambe le détroit Lauttasaarensalmi.
Il relie l'île de Lauttasaari à la partie continentale d'Helsinki.
L'extrémité continentale du pont se trouve à Salmisaari dans le quartier de Ruoholahti, la rue Porkkalankatu part du pont et mène au centre-ville d'Helsinki.
À Lauttasaari, la rue Lauttasaarentie part du pont en direction de l'ouest.
La construction du pont actuel s'est achevée en décembre 1969.
Le pont en béton armé mesure 317 mètres de long et 23,5 mètres de large, et sa portée est de 56,6 mètres.
L'ouvrage est un pont basculant ouvrant, mais de nos jours il n'est ouvert qu'en de rares occasions.
Autrefois, il était ouvert régulièrement pour permettre aux grands cargos de transporter du charbon jusqu'au quai de la centrale électrique de Salmisaari.
De nos jours, le port à charbon de l'usine a été déplacé au sud du pont, d'où le charbon est transporté, par un tunnel souterrain, vers un plus grand espace de stockage souterrain  construit en 2004 sous la centrale.

## Galerie

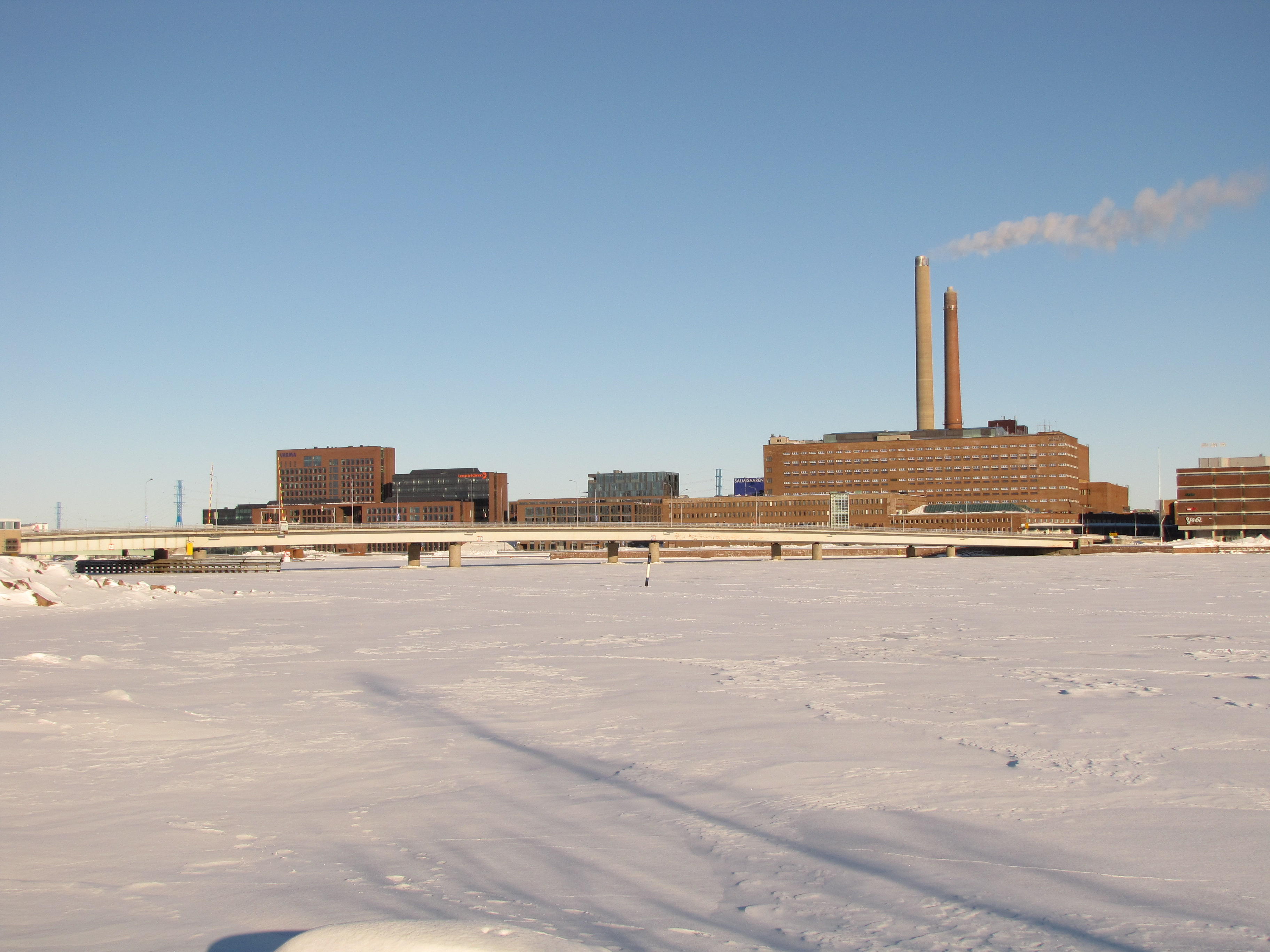
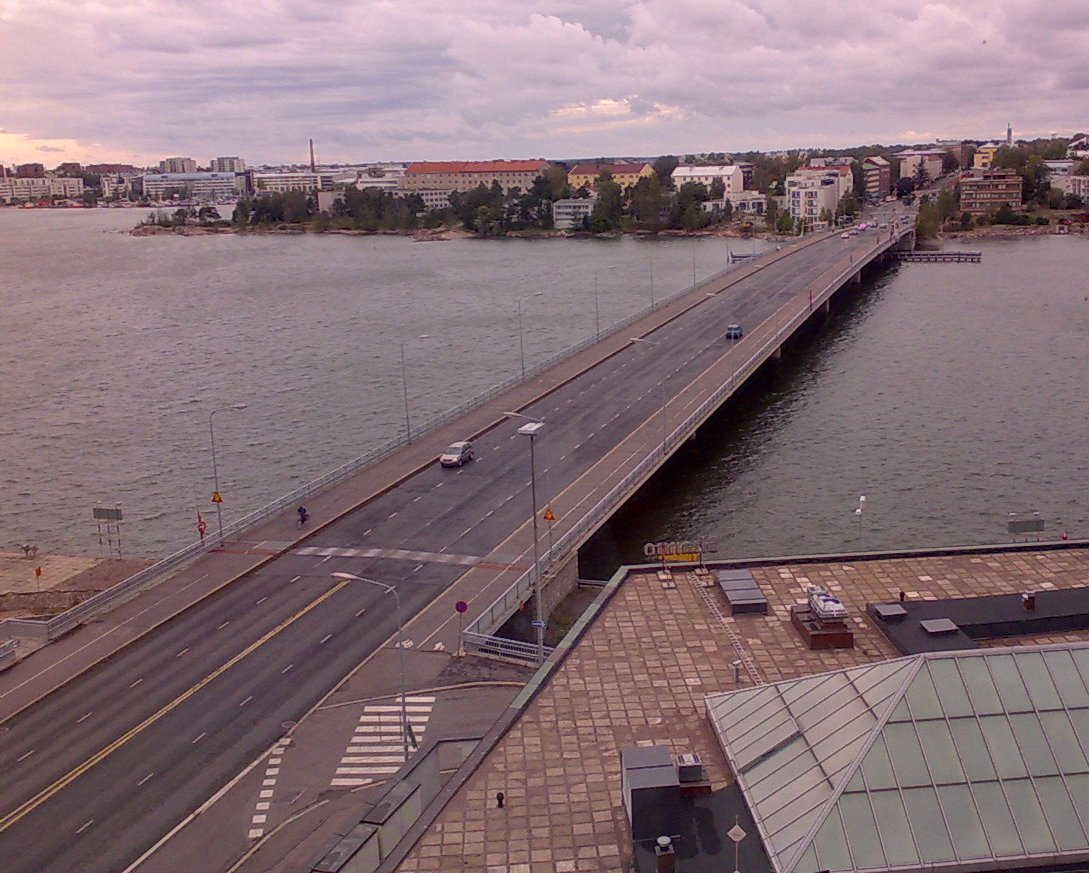
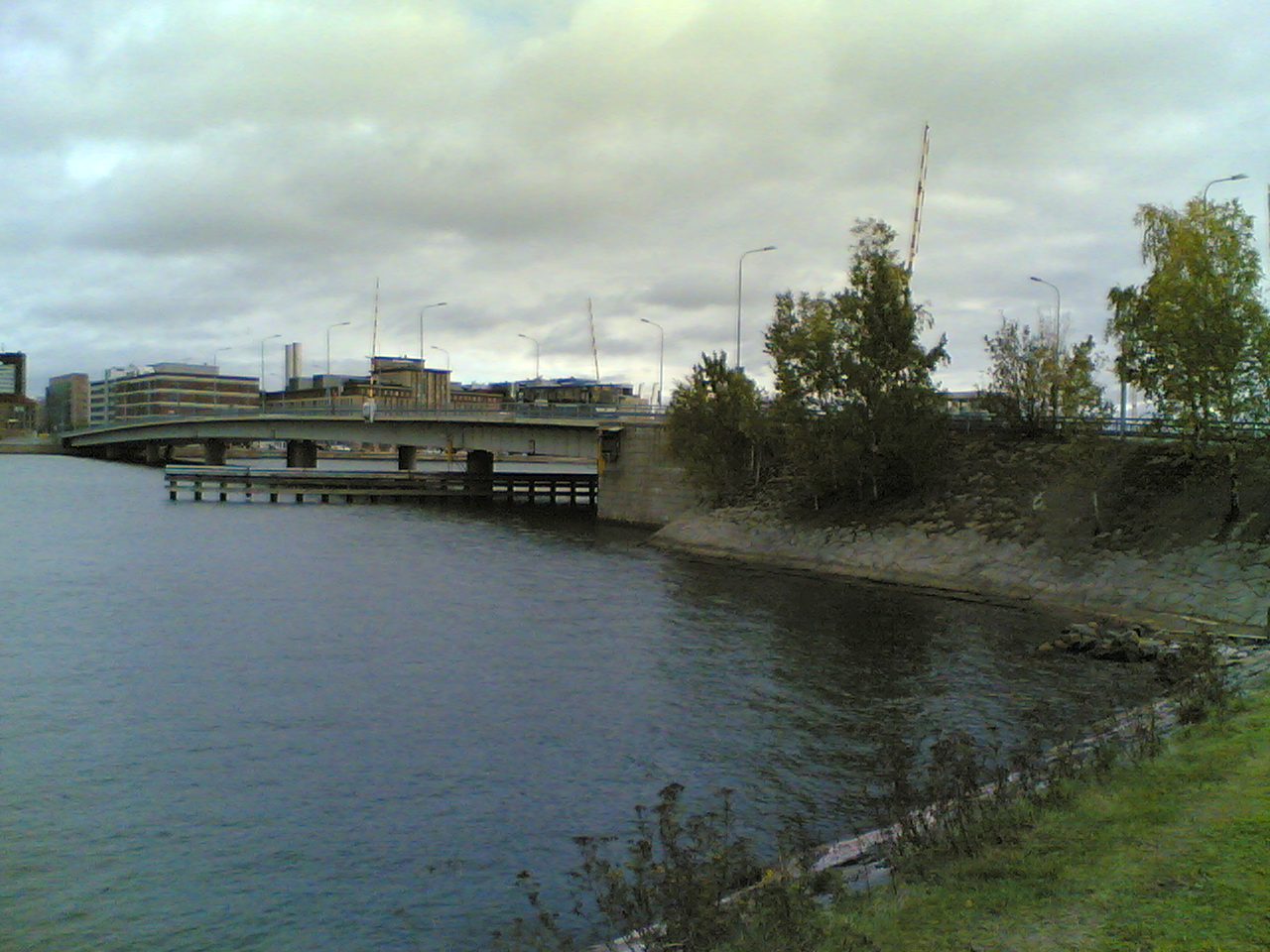